# Pyttans A–B och C–D-lära
Pyttans A–B och C–D-lära är en ABC-bok från 1896 av J.A.G. Acke, Albert Engström, Verner von Heidenstam, Gustaf Fröding och Birger Mörner. Alla illustrationer i boken skapades av Albert Engström.

## Bakgrund
Boken skapades sommaren 1896, då Verner von Heidenstam gifte sig för andra gången den 28 juli med Olga Wiberg på Blå Jungfrun. Många av gästerna tillhörde det dåtida Sveriges kulturella elit såsom Albert Engström, J.A.G. Acke och Gustaf Fröding. Paret Heidenstam träffade i augusti flera av bröllopsgästerna på Sandhamn, och det var under denna vistelse som ett flertal i sällskapet roade sig med att skapa ABC-boken till Birger Mörners lilla dotter Marianne Mörner. Man tyckte dock att boken blev alltför avancerad för 2-åringen varför man bestämde sig för att den skulle överlämnas på hennes 25-årsdag. Boken dedicerades till:
Högvälborna Stiftsjungfrun M.M. att överlämnas på hennes 25:e födelsedag
Albert Engström skapade efterhand alla illustrationer och boken gavs ut och blev en stor succé.

### Boken och dess innehåll
Boken är en illustrerad ABC-bok där varje bokstav visas med en illustration och ett rim. Till exempel karakteriserades bokstaven H med en hummer och rimmet: Hummern blygare än laken, rodnar när han kokas naken.

### Rasism
På senare tid har boken uppmärksammats för att vissa ord och illustrationer kan uppfattas som rasistiska och nedvärderande. På Eksjö museum visades 2019 en basutställning om Albert Engström och den tid han verkade i. I utställningen visas samtliga bilder och rim ur boken, något som orsakat debatt och lett till att tre bilder ur Pyttans flyttats till en annan del i utställningen.

## Utgåvor
- 1946 –  Pyttans A-B och C-D-lära eller Antibarbarus. Stockholm: Bonnier. Libris 1412385
  - 1967 –  Pyttans A-B och C-D-lära eller Antibarbarus. Bonniers folkbibliotek, 99-0133706-2. Stockholm: Bonnier. Libris 9423
  - 2007 –  Pyttans A-B och C-D-lära eller Antibarbarus. [Ungern]: Henrik Mörner. Libris 11445258. ISBN 963-219-921-9